# Vattjom
Vattjom är en tätort i Sundsvalls kommun, omkring 20 km västsydväst om Sundsvall.
Vattjom ligger längs väg E14. Här ligger trafikplatsen för avfart mot Matfors, vars centrala del ligger omkring 2 km söder om Vattjom.

## Administrativ historik
Redan 1950 avgränsades en tätort med beteckningen Vattjom i området. Denna hade dock 1960 till följd av befolkningsminskning upphört som tätort.
1990 avgränsades en småort med beteckningen Norra Vattjom och Rude längs med Vattjomsvägen i västra delen av samhället. 1995 kom tätorten Matfors att avskilja de delar som låg norr om E14 så att det avgränsades en ny tätort med namnet Vattjom. Småorten kom till sin helhet att hamna inom den nya tätortens gränser.

## Befolkningsutveckling
| Befolkningsutvecklingen i Vattjom 1950–2020 | Befolkningsutvecklingen i Vattjom 1950–2020 | Befolkningsutvecklingen i Vattjom 1950–2020 | Befolkningsutvecklingen i Vattjom 1950–2020 | Befolkningsutvecklingen i Vattjom 1950–2020 |
| --- | ------------------------------------------- | ------------------------------------------- | ------------------------------------------- | ------------------------------------------- |
| |                                             |                                             |                                             |                                             |
| År |                                             |                                             | Folkmängd                                   | Areal (ha)                                  |
| 1950 | 1950                                        |                                             | 240                                         |                                             |
| 1990 | 1990                                        |                                             | 202                                         | 42#                                         |
| 1995 | 1995                                        |                                             | 534                                         | 93                                          |
| 2000 | 2000                                        |                                             | 518                                         | 93                                          |
| 2005 | 2005                                        |                                             | 499                                         | 93                                          |
| 2010 | 2010                                        |                                             | 477                                         | 92                                          |
| 2015 | 2015                                        |                                             | 563                                         | 134                                         |
| 2020 | 2020                                        |                                             | 535                                         | 134                                         |
| Anm.: Ny småort med beteckningen Norra Vattjom och Rude 1990. Uppgick i tätorten 1995. Ny tätort, delvis utbruten ur Matfors 1995. Sammanvuxen 2015 med Bjässhammarn. # Som småort. |                                             |                                             |                                             |                                             |